# Múm
Múm ([muːm]) — экспериментальная музыкальная группа из Исландии, чья музыка характеризуется мягким вокалом, глитч-битом и эффектами в сочетании с нетрадиционными музыкальными инструментами. Также они известны ремиксами их песен. Múm, как Björk и Sigur Rós, олицетворяет для иностранного слушателя Исландию.

## История
Группа сформирована в 1997 году. Основателями группы были Гюннар Эдн Тинес, Эрвар Тоурейарсон Смаурасон и две сестры, Гида и Кристин Анна Валтисдоуттир. По словам Кристин, название группы не означает ровным счетом ничего. В 2002 году Гида покинула группу. В начале 2006 года Кристин также ушла, однако об этом не было официальных известий вплоть до 23 ноября 2006-го..
Несмотря на уход из группы некоторых основателей, Múm остались вместе. Их четвёртый альбом «Go Go Smear the Poison Ivy» записан в 2006 году и вышел 24 сентября 2007 года. Альбому предшествовал сингл «They Made Frogs Smoke 'Til They Exploded», вышедший 27 августа 2007 года.

## Дискография

### Альбомы
- Yesterday Was Dramatic – Today Is OK (|TMT, 2000; переиздан на Morr Music, 2005)
- Finally We Are No One (Fat Cat Records, 2002)
- Summer Make Good (Fat Cat Records, 2004)
- Go Go Smear the Poison Ivy (Fat Cat Records, 2007)
- Sing Along to Songs You Don't Know (Morr Music, 2009)
- Smilewound (англ., Morr Music, 2013)

### Сборники
- Blái Hnötturinn (2001) — (Soundtrack)
- Sincerely Yours: Klein Records Label Compilation (2001) — contributed «Bounce»
- Please Smile My Noise Bleed (Morr Music, 2001) — (3 новых трека + ремиксы от Styrofoam, I.S.A.N., Phonem, Christian Kleine, Arovane, Fleischmann)
- Remixed (TMT, 2002) — (Versions of Yesterday Was Dramatic - Today Is Ok)
- Loksins Erum Við Engin (Smekkleysa Records, 2002) — альбом «Finally We Are No One» на исландском языке
- Fálkar (Smekkleysa Records, 2002) contributed «Grasi Vaxin Göng»
- Screaming Masterpiece (2005) — Appeared in the documentary with the video for «Green Grass of Tunnel» and contributed the same song to the soundtrack.
- Kitchen Motors Family Album/Fjölskyldualbúm Tilraunaeldhússins (Spring 2006) contributed «Asleep In A Hiding Place»

### Миньоны
- The Ballad of the Broken Birdie Records (TMT, 2000)
- Dusk Log (Fat Cat Records, 2004)
- The Peel Session (Fat Cat Records, 2006; Maida Vale 4 Studio 2002)

### Синглы
- «Green Grass of Tunnel» (Fat Cat Records, 2002)
- «Nightly Cares» (Fat Cat Records, 2004)
- «They Made Frogs Smoke 'Til They Exploded» (Fat Cat Records, 2007)